# Škvorec
Škvorec település Csehországban, a Kelet-prágai járásban. Škvorec Úvaly, Březí, Zlatá, Babice, Sluštice, Doubek, Dobročovice, Přišimasy és Hradešín településekkel határos. Lakosainak száma 2218 fő (2024. január 1.).

## Népesség
A település lakosságának változását az alábbi diagram mutatja:
| Lakosok száma | 1219 | 1256 | 1269 | 1089 | 1006 | 916  | 1662 | 1800 | 2036 | 2218 |
|               | 1869 | 1890 | 1921 | 1950 | 1980 | 2001 | 2017 | 2019 | 2022 | 2024 |